# Kwong Siu-hing
Kwong Siu-hing (鄺肖卿, née le 2 décembre 1929), aussi parfois appelée Kwok Kwong Siu-hing, est une milliardaire hongkongaise et matriarche de la famille Kwok. Elle contrôle le conglomérat Sun Hung Kai Properties, le plus grand promoteur immobilier de Hong Kong. En février 2019, elle est classée 78e personne la plus riche du monde et 5e de Hong Kong avec une fortune nette de 15,1 milliards US$.
En 2008, sa participation effective dans le conglomérat est de 41,53% des actions qu'elle partage à travers un trust familial, et est considérée comme la plus importante actionnaire de la société, avec une fortune nette de 12,1 milliards $ en juillet 2020,.

## Biographie
Kwong est la veuve de Kwok Tak-seng (en), le fondateur de Sun Hung Kai Properties, et la mère de Walter Kwok (en), Thomas Kwok (en) et Raymond Kwok (en), directeurs de la compagnie. 
Elle émigre de Chine continentale en 1947  au début de la reprise de la guerre civile chinoise.
Selon le South China Morning Post, avant sa nomination à la présidence en 2008, elle « n'avait jamais siégé au conseil d'administration d'une société de Hong Kong ». Le 27 mai 2008, Kwong remplace son fils Walter qui est démis de ses fonctions de président de la société,. Elle démissionne de son poste fin 2011. Walter Kwok a également eu une rivalité amère avec ses frères, qui s'est terminée par un partage de la fortune familiale,.
En 2017, la famille Kwok est classée à la 3e place dans la liste des plus riches familles d'Asie de Forbes, avec une fortune combinée de 40,4 milliards US$. Dans un autre classement, ses fils Thomas et Raymond sont collectivement classés au quatrième rang des personnes plus riches de Hong Kong en 2018 par le même magazine. Les deux jeunes frères sont classés 77e dans la liste 2018 des milliardaires du monde, avec une fortune nette de 16,5 milliards $ à l'époque. Walter Kwok est classé 10e à Hong Kong et 190e au monde, également par Forbes. Sa fortune nette est estimée à l'époque à 8 milliards US$.
Son fils Walter meurt le 20 octobre 2018.